# Rainer Günzler

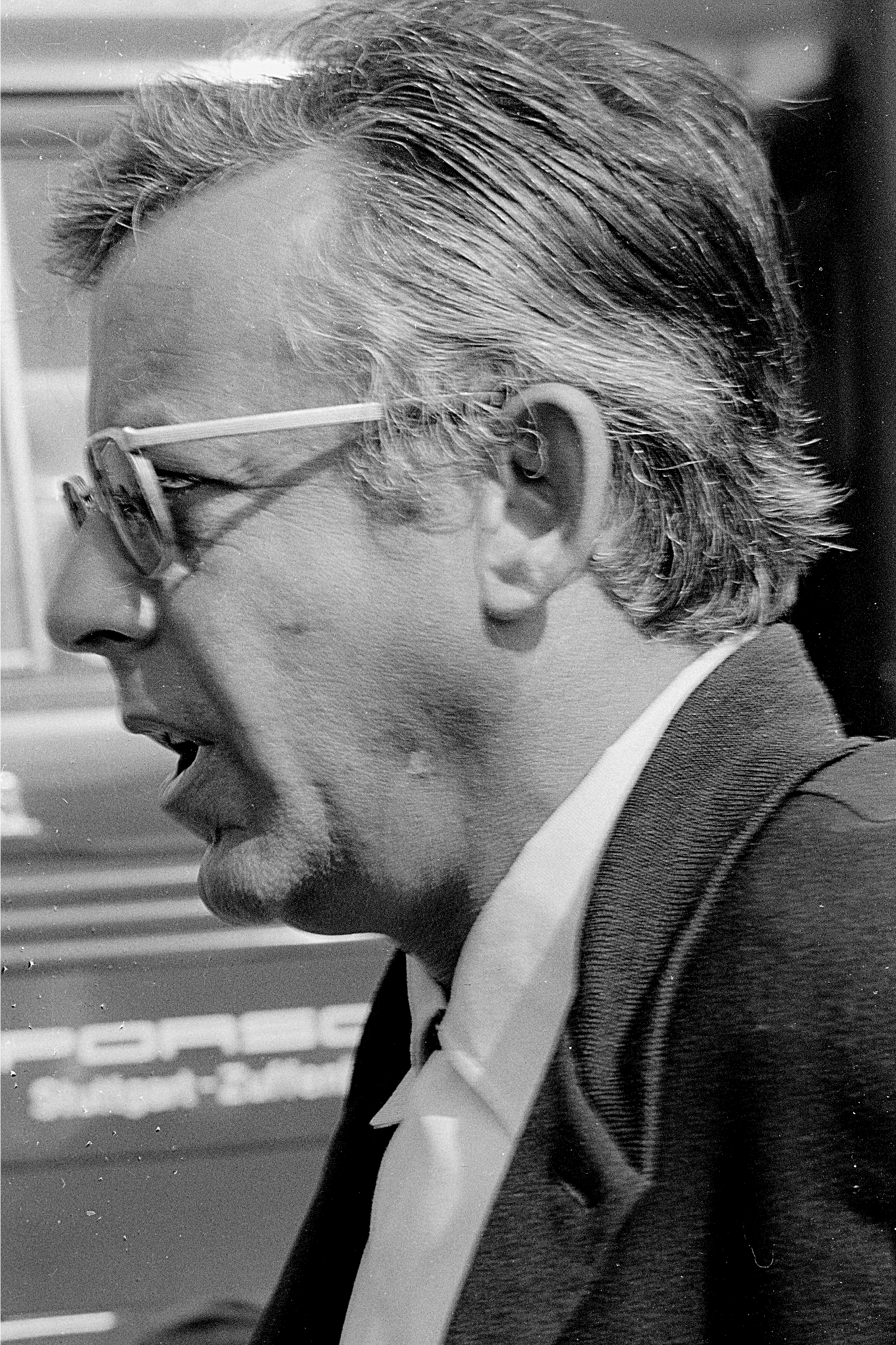
Rainer Günzler 1966 am Nürburgring

Rainer Günzler (* 5. September 1927 in Stuttgart; † 1. Dezember 1977 in Berlin) war ein deutscher Moderator im Hörfunk und Fernsehen und Rennfahrer. Bekanntheit erreichte er vor allem durch seine Moderation des aktuellen Sportstudios beim ZDF in den 1960er Jahren.

## Karriere und Leben
In den 1950er und 1960er Jahren war er im Motorsport aktiv, gelegentlich zusammen mit Karl Kling, Hans Herrmann oder Paul Frère. Von 1959 bis 1961 war Günzler als Werksfahrer für Mercedes tätig und gewann dabei zwei große Rallyes in Afrika, darunter 1959 zusammen mit Kling die Rallye Algier–Kapstadt.

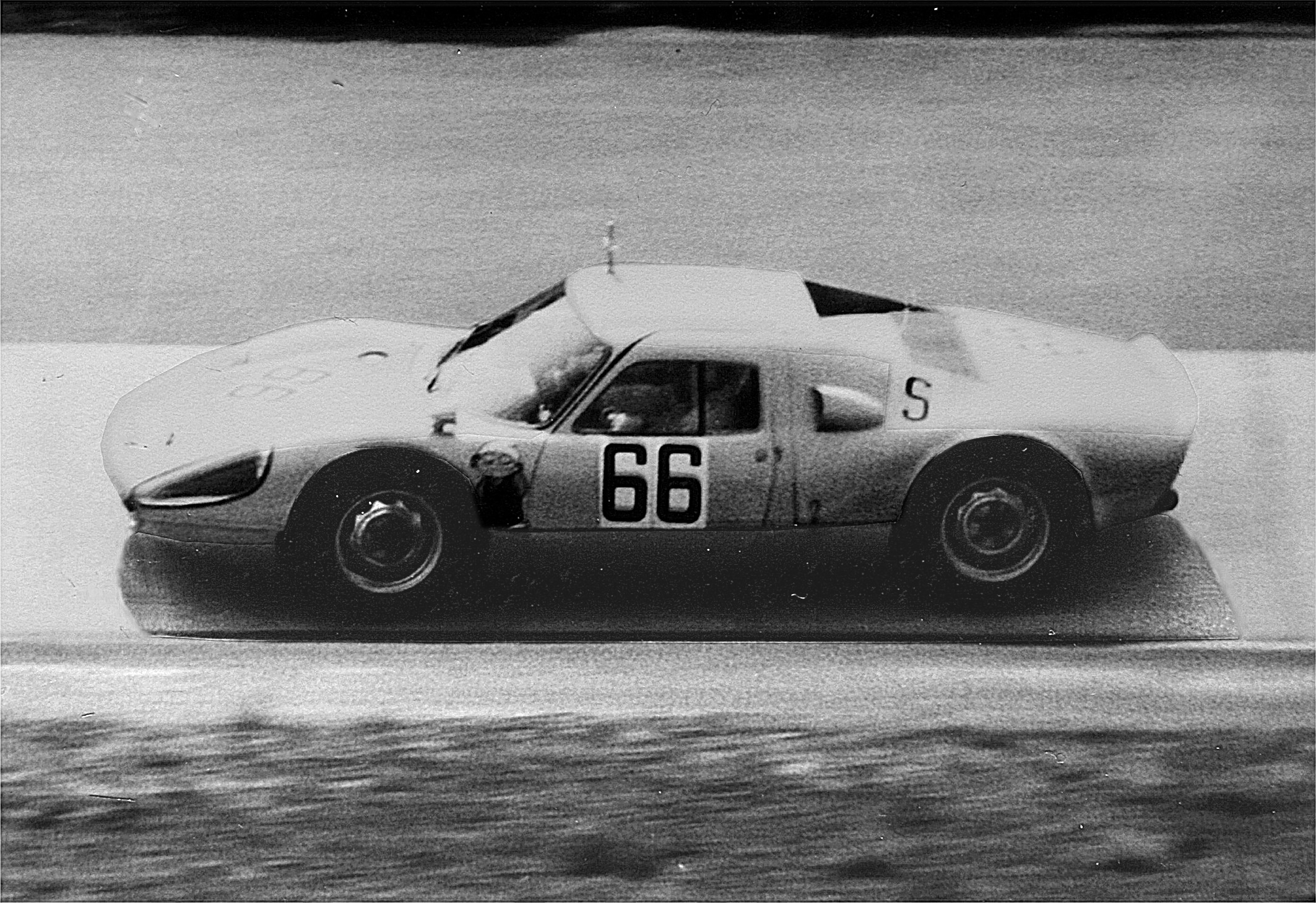
Porsche 904 GTS als ZDF-Kamerawagen, gefahren von Rainer Günzler und Paul Frère

Abwechselnd mit Paul Frère fuhr Günzler beim 1000-km-Rennen auf dem Nürburgring 1966 einen Porsche 904 mit 70 kg schwerer Ausrüstung auf dem Beifahrersitz als Kamerawagen des ZDF. Es war einer der ersten Versuche, Livebilder während eines Rennens aus einem Rennwagen zu senden. Der Wagen war von Platz 26 im Feld der mehr als 70 Teilnehmer gestartet (schnellste Trainingsrunde 9:36,2 Minuten, gefahren von Frère) und gab nach 18 Runden auf.
Ab 1963 gehörte Günzler neben Wim Thoelke und Harry Valérien zu den ersten Moderatoren des aktuellen Sport-Studios. Legendär ist sein Interview mit dem Profiboxer Norbert Grupe, der auf keine Frage antwortete. Daneben profilierte sich Günzler als Motorjournalist. Der Livebericht des Unfalls von Wolfgang Graf Berghe von Trips 1961 in Monza wurde von ihm zusammen mit Günter Jendrich gesprochen. Vielen Fernsehzuschauern war er auch als Fahrer und Sprecher des Autotests im Rahmen der ZDF-Sendung Der Sport-Spiegel bekannt. Den Schlusskommentar sprach er meist aus dem geöffneten Seitenfenster.
Günzler war einer der engsten Freunde des Industriellen Harald Quandt. Er war zu Harald Quandts Lebzeiten Geliebter von dessen Ehefrau Inge Quandt (geb. Bandekow) und nach Quandts Tod im Jahre 1967 Lebensgefährte und Berater der Witwe. Günzler starb an Nierenversagen.
1985 wurde bekannt, dass Günzler während seiner Tätigkeit als Autotester für das ZDF gemeinsam mit dem späteren Bild-Chefredakteur und Regierungssprecher des Bundeskanzlers Helmut Kohl, Peter Boenisch, von 1972 bis zu seinem Tod mehr als eine Million D-Mark vom Automobilhersteller Daimler-Benz erhalten und nicht versteuert hatte.

## Statistik

### Siege im Rallyesport
- Raid Méditerranée-Le Cap 1959, mit Karl Kling im Mercedes-Benz 190 D[7]
- Rallye International Alger-Centrafrique 1961, mit Karl Kling im Mercedes-Benz 220 SE

### Einzelergebnisse in der Sportwagen-Weltmeisterschaft
| Saison | Team           | Rennwagen           | 1   | 2   | 3   | 4   | 5   | 6   | 7   | 8   | 9   | 10  | 11  | 12  | 13  |
| ------ | -------------- | ------------------- | --- | --- | --- | --- | --- | --- | --- | --- | --- | --- | --- | --- | --- |
| 1955   |                | Porsche 356         | BUA | SEB | MIM | LEM | RTT | TAR |     |     |     |     |     |     |     |
| 1955   |                | Porsche 356         | 22  |     |     |     |     |     |     |     |     |     |     |     |     |
| 1956   | Rainer Günzler | Mercedes-Benz 220 A | BUA | SEB | MIM | NÜR | KRI |     |     |     |     |     |     |     |     |
| 1956   | Rainer Günzler | Mercedes-Benz 220 A |     |     | DNF | 17  |     |     |     |     |     |     |     |     |     |
| 1966   | ZDF            | Porsche 904         | DAY | SEB | MON | TAR | SPA | NÜR | LEM | MUG | CCE | HOK | SIM | NÜR | ZEL |
| 1966   | ZDF            | Porsche 904         |     |     | DNF |     |     |     |     |     |     |     |     |     |     |